# Newcastle West
Newcastle West (del gaélico: An Caisleán Nua Thiar) es una ciudad del Condado de Limerick, en Irlanda. Es la segunda ciudad más grande del condado, después de la capital, Limerick. 
El Castillo de Desmond, que se encuentra en el centro de la población, es la obra arquitectónica más importante del municipio. Parte del mismo data del siglo XIII.
La ciudad originalmente estaba conectada a la red de ferrocarriles, formando parte de la línea denominada "North—Kerry", que iba desde Limerick hasta Tralee.